# Brangas caranus
Brangas caranus is een vlinder uit de familie van de Lycaenidae. De wetenschappelijke naam van de soort werd als Papilio caranus in 1780 gepubliceerd door Caspar Stoll.